# John Iffert

Bischofswappen von John Iffert

John Curtis Iffert (* 23. November 1967 in Du Quoin, Illinois) ist ein US-amerikanischer Geistlicher und römisch-katholischer Bischof von Covington.

## Leben
John Iffert erwarb zunächst im Jahr 1988 an der Illinois State University einen Bachelor in Politikwissenschaft. Das Studium der Philosophie und Theologie absolvierte er anschließend am Mundelein Seminary in Chicago, an dem er den Master of Divinity erwarb. Am 7. Juni 1997 empfing er von Bischof Wilton Daniel Gregory das Sakrament der Priesterweihe für das Bistum Belleville.
Nach drei Jahren als Kaplan an der Kathedrale des Bistums Belleville und weiteren drei Jahren als Pfarrer in Columbia trat er 2003 dem Dominikanerorden bei. Im Jahr 2004 legte er die zeitliche Profess ab und war anschließend Seelsorger am Saint Thomas Aquinas Catholic Center an der Purdue University in West Lafayette. Nach dem Ablauf der zeitlichen Gelübde kehrte er in den Dienst der Diözese zurück und war in verschiedenen Gemeinden in der Pfarrseelsorge tätig. Von 2013 bis 2020 war er außerdem Dekan des Dekanats North Central und von 2014 bis 2020 stellvertretender Bischofsvikar für den Klerus. Im Jahr 2020 wurde er zum Generalvikar des Bistums sowie zum Moderator der Diözesankurie ernannt. Bereits seit 2010 gehörte er dem diözesanen Wirtschaftsrat und seit 2016 dem Konsultorenkollegium des Bistums Belleville an. Im Jahr 2021 übernahm er zusätzlich die Leitung der Pfarrei Saint Stephen in Caseyville
Am 13. Juli 2021 ernannte ihn Papst Franziskus zum Bischof von Covington. Die Bischofsweihe spendete ihm der Erzbischof von Louisville, Joseph Edward Kurtz, am 30. September desselben Jahres in der Kathedralbasilika Mariä Himmelfahrt in Covington. Mitkonsekratoren waren Ifferts Amtsvorgänger Roger Joseph Foys und der Bischof von Belleville, Michael McGovern.